# Эсток

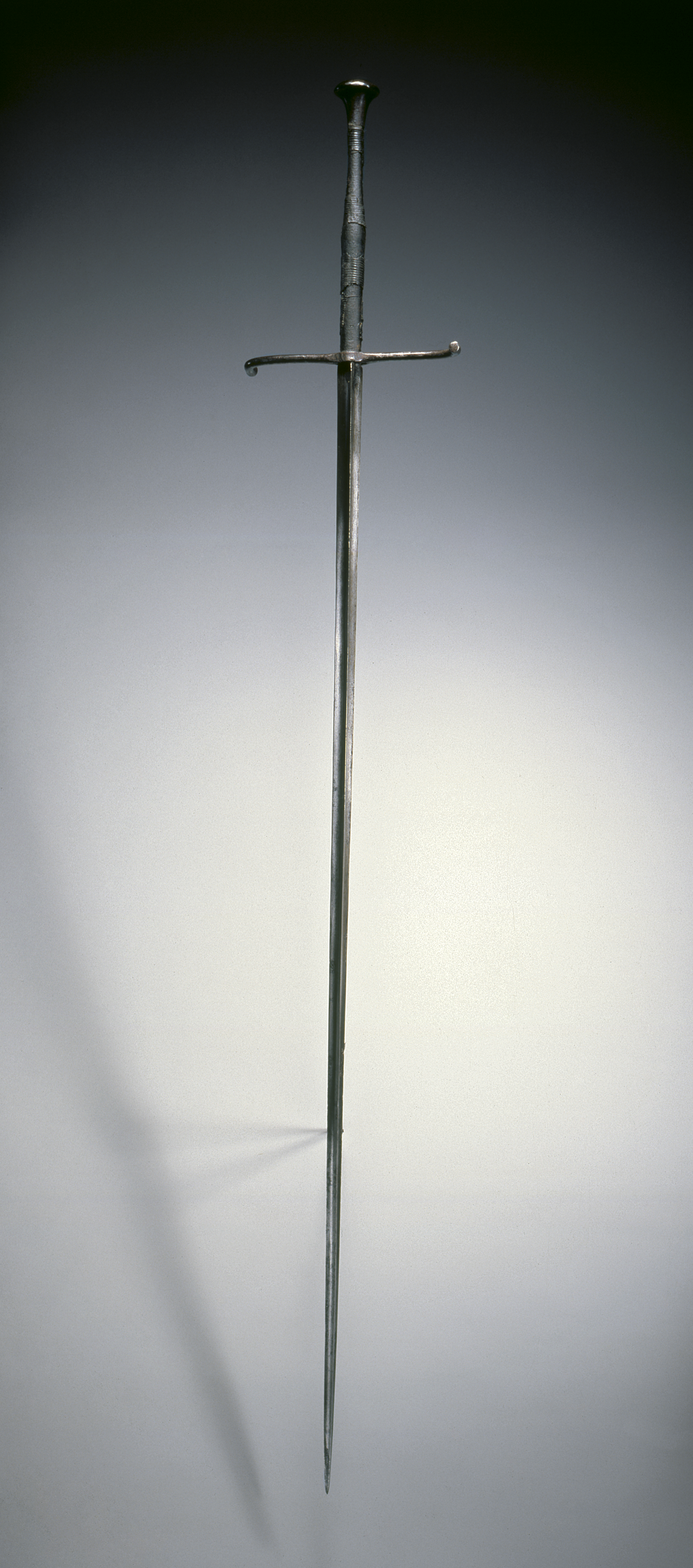
Немецкий эсток, нач. 16 в. Художественный музей Кливленда

Эсток (фр. Estoc) — разновидность европейского длинноклинкового колющего оружия, конструкционно схожая с кончаром, использовавшаяся с XIV по XVII вв.

## Описание
Средний вес известных экземпляров — 2 кг, максимальный — 2,7 кг.
Поперечное сечение клинка может быть треугольным, квадратным, ромбовидным или уплощённо-шестиугольным. Такая геометрия повышает прочность и делает эсток удобным для нанесения колющих ударов, но при этом практически лишает возможности резать или производить рубящие атаки.
На ранних этапах использования эсток приторачивали к седлу или носили на поясе; позднее оружие начали хранить в ножнах. Большинство экземпляров имеют длинную рукоять, как у двуручного меча; на некоторых образцах, имитирующих  цвайхендеры, присутствуют рикассо и контргарда. Известны вариации эстока со сложной защитой кисти.

## Использование
Эсток (французское слово «estoc» переводится как «толчок»), являясь вариацией европейского длинного меча, предназначался для борьбы с противником в кольчужной или пластинчатой броне. 
Данный тип вооружения также широко использовался в качестве охотничьего оружия в конце XV века.
Эстоком также называют меч, используемый матадором в испанской корриде; другое название— «espada de matar toros» («меч для убийства быков»). Эсток матадора обычно представляет собой короткий одноручный колющий меч длиной около 88 см.